# Barany (Świętajno)
Barany (deutsch Barannen, 1938–1945 Barnen) ist ein Dorf in der polnischen Woiwodschaft Ermland-Masuren. Es gehört zur Landgemeinde Świętajno (Schwentainen) im Powiat Olecki (Kreis Oletzko, 1933–1945 Kreis Treuburg).

## Geographische Lage
Barany liegt im Nordosten der Woiwodschaft Ermland-Masuren, zwölf Kilometer nordwestlich der Kreisstadt Olecko (Marggrabowa, umgangssprachlich auch Oletzko, 1928–1945 Treuburg).

## Geschichte
Das kleine vor 1785 Barann, dann bis 1938 Barannen genannte Dorf wurde im Jahre 1562 gegründet. Zwischen 1874 und 1945 war es in den Amtsbezirk Czychen (polnisch Cichy) eingegliedert, der – 1938 in „Amtsbezirk Bolken“ umbenannt – zum Kreis Oletzko (1933–1945 Kreis Treuburg) im Regierungsbezirk Gumbinnen der preußischen Provinz Ostpreußen gehörte.
Barannen verzeichnete im Jahr 1910 insgesamt 172 Einwohner. Ihre Zahl verringerte sich bis 1933 auf 147.
Aufgrund der Bestimmungen des Versailler Vertrags stimmte die Bevölkerung im Abstimmungsgebiet Allenstein, zu dem Barannen gehörte, am 11. Juli 1920 über die weitere staatliche Zugehörigkeit zu Ostpreußen (und damit zu Deutschland) oder den Anschluss an Polen ab. In Barannen stimmten 128 Einwohner für den Verbleib bei Ostpreußen, auf Polen entfiel keine Stimme.
Am 3. Juni (amtlich bestätigt am 16. Juli) des Jahres 1938 wurde Barannen aus politisch-ideologischen Gründen der Abwehr fremdländisch klingender Ortsnamen in „Barnen“ umbenannt. Die Einwohnerzahl belief sich 1939 auf 139.
In Kriegsfolge wurde das Dorf 1945 mit dem gesamten südlichen Ostpreußen Polen zugeordnet und erhielt die polnische Namensform Barany. Heute ist es Sitz eines Schulzenamtes (polnisch sołectwo) und somit eine Ortschaft innerhalb der Landgemeinde Świętajno (Schwentainen) im Powiat Olecki, vor 1998 der Woiwodschaft Suwałki, seither der Woiwodschaft Ermland-Masuren zugehörig.

## Religionen
Bis 1945 war Barannen in die evangelische Pfarrgemeinde Czychen in der Kirchenprovinz Ostpreußen der Evangelischen Kirche der Altpreußischen Union und in die katholische Pfarrgemeinde Marggrabowa (1928–1945 Treuburg, polnisch Olecko) im Bistum Ermland eingepfarrt.
Heute ist Barany zur evangelischen Kirche in Gołdap (Goldap) hin  orientiert, einer Filialkirche der Pfarrei in Suwałki in der Diözese Masuren der Evangelisch-Augsburgischen Kirche in Polen, bzw. gehört zur katholischen Pfarrkirche Cichy (Czychen, 1938–1945 Bolken) im Bistum Ełk (Lyck) der Römisch-katholischen Kirche in Polen.

## Verkehr
Barany ist von der Woiwodschaftsstraße DW 655 aus von Duły (Dullen) über Olszewo (Olschöwen, 1938–1945 Erlental) zu erreichen. Außerdem führt ein Landweg von Sokółki (Sokolken, 1938–1945 Halldorf) über Czukty (Czukten, 1938–1945 Schuchten) in den Ort.
Eine Bahnanbindung besteht nicht.